# Hans-Georg Wolters

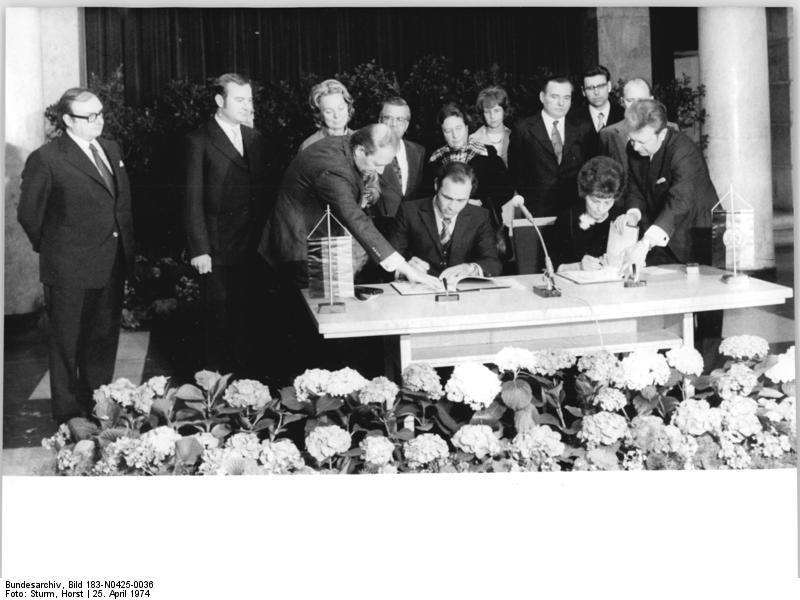
Hans-Georg Wolters (sitzend) bei der Unterzeichnung eines Regierungsabkommen über Gesundheit mit der DDR 1974

Hans-Georg Wolters (* 23. August 1934 in Danzig; † 30. April 2017) war ein deutscher Arzt und Politiker (SPD).
Wolters studierte von 1952 bis 1957 Medizin an der Humboldt-Universität in Ost-Berlin. Nachdem er in den Westteil der Stadt gegangen war, wurde er 1960 an der Freien Universität promoviert und absolvierte einen Studienaufenthalt in den USA. In West-Berlin war Wolters als Arzt tätig und lehrte an der Universität. 1970 wurde er ärztlicher Direktor des Klinikums Steglitz und erhielt den Professorentitel.
1971 berief der Regierende Bürgermeister Klaus Schütz Wolters, der 1965 in die SPD eingetreten war, zum Senator für Gesundheit und Umweltschutz. In diesem Amt blieb er jedoch nur kurze Zeit, da Bundesgesundheitsministerin Katharina Focke ihn bereits im Mai 1973 als Nachfolger von Ludwig von Manger-Koenig zum beamteten Staatssekretär nach Bonn berief. Dieses Amt behielt er auch unter ihrer Nachfolgerin Antje Huber, bis er 1980 auf eigenen Wunsch aus dem Amt schied.
Danach leitete Wolters bei Hoechst die Abteilung Klinische Forschung. 1988 wurde er wegen „Meinungsverschiedenheiten in der Geschäftspolitik“ entlassen.